# С. С. Ню Йорк напуска доковете в Саутхямптън
„С. С. Ню Йорк напуска доковете в Саутхямптън“ (на английски: S.S. New York Leaving Southampton Docks) е британски документален късометражен ням филм от 1899 година, заснет от режисьора Сесил Хепуърт. Кинолентата показва как британският кораб S. S. New York напуска доковете на пристанището в Саутхямптън, Южна Англия.